# Avesta

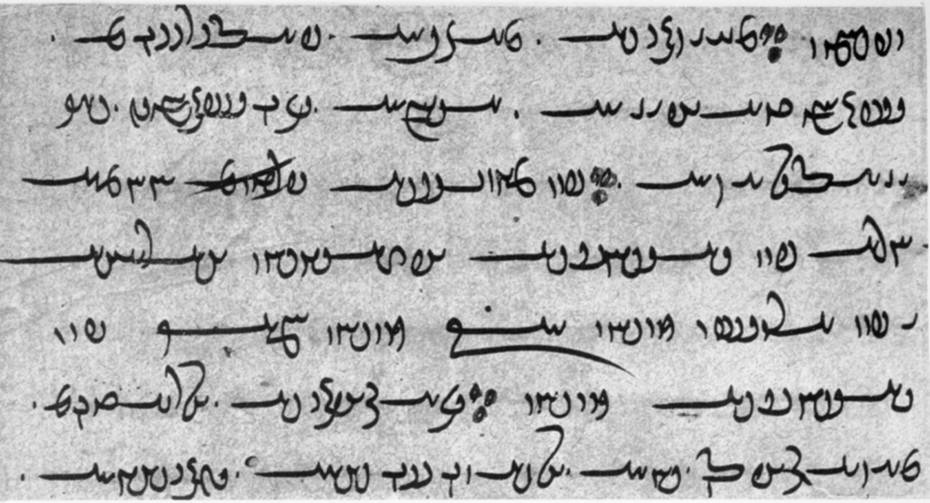
Yasna 28.1, Teil des Ahunavaiti Gatha in avestischer Schrift

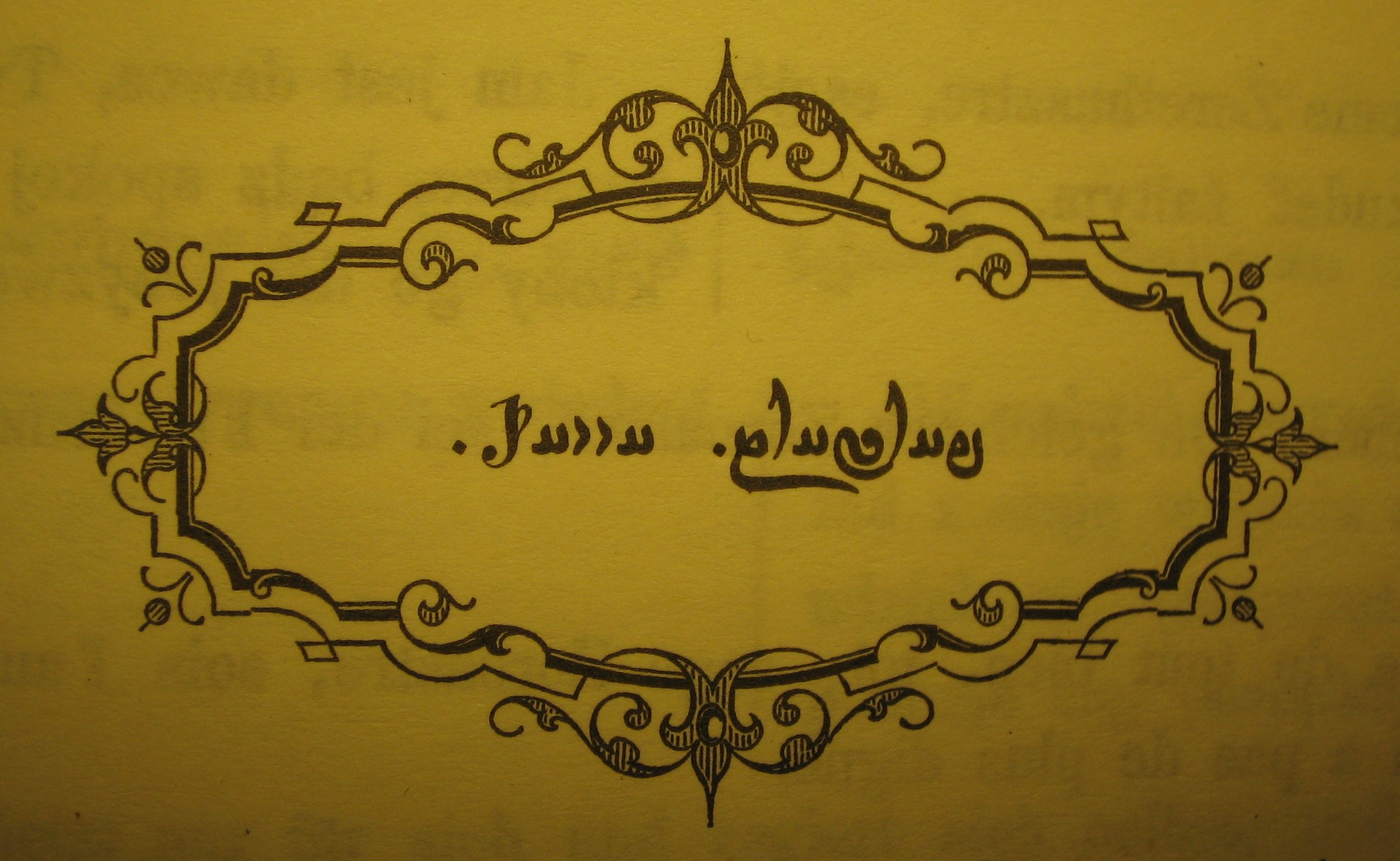
Titelblatt einer Ausgabe des Zend-Avestas

Das Avesta oder Awesta (mittelpersisch transliteriert: ’p(y)st’k, transkribiert: abestāg) ist die heilige Schrift bzw. Schriftensammlung der zoroastrischen Religion. Es handelt sich bei dem avestischen Kanon um eine Sammlung verschiedener Texte unterschiedlicher sprachlicher und stilistischer Art, die demgemäß unterschiedlichen Zeitperioden und Orten zugeordnet werden können. Die schriftliche Aufzeichnung der Texte erfolgte etwa ab dem 5. Jahrhundert n. Chr. Erhaltene handschriftliche Quellen sind erst ab dem 13. Jahrhundert n. Chr. vorhanden.

## Forschungsgeschichte
Soweit die Geschichte des Zoroastrismus bekannt ist, gab es darin immer Spezialisten, die sich mit den Techniken für das Auswendiglernen und der Auslegung des Avesta beschäftigten. Selbst bei den ältesten Texten kommen diese Reflexionen zum Vorschein. Ausdruck dieser Beschäftigungen sind avestische Kommentare zu älteren Texten. Sie heben Schlüsselwörter, Gedanken oder Funktionen in den Ritualen hervor. Phonetische Veränderungen der iranischen Sprachen und die Veralterung von grammatikalischen Mechanismen führten zu Übersetzungen in die damals aktuelle mittelpersische Sprache, auch Pahlavi genannt. Obwohl diese Beschäftigungen theologischer Natur waren, werden sie heute als philologischer Entwurf eingestuft und als Teil der wissenschaftlichen Auseinandersetzung angesehen.
Die europäische Forschung begann im 18. Jahrhundert. 1723 wurde das Manuskript des iranischen Vendidâd  sâda von einem Parsen aus Surat einem Händler übergeben. Das Manuskript fand seinen Weg in die Bodleian Library und erregte das Interesse des Westens. Abraham Anquetil-Duperrons reiste 1755 nach Indien und kam 1762 mit 180 Manuskripten in avestischer Sprache, Pahlavi, Sanskrit und persischer Sprache zurück. Seine Übersetzung wurde 1771 veröffentlicht. In den Jahren darauf erfolgte eine langwierige Polemik über die Echtheit der Manuskripte, verbunden mit Diskussionen über die Entzifferung der avestischen Manuskripte. Mit den philologischen Vorarbeiten von Rasmus Christian Rask und Eugène Burnouf und der Entzifferung der altpersischen Sprache konnte Niels Ludvig Westergaard 1852–1854 eine komplette Ausgabe des Avesta veröffentlichen.
In der zweiten Hälfte des 19. Jahrhunderts widmete sich die Forschung intensiv dem Avesta und spaltete sich in zwei Lager. Die „traditionelle“ Schule vertrat die Ansicht, dass sich das Avesta nur mithilfe der Pahlavi-Kommentare verstehen ließe. Die Vertreter dieser Richtung waren Friedrich Spiegel und James Darmesteter. Die „vedische“ Schule mit ihrem Vertreter Karl Friedrich Geldner stand den Kommentaren skeptisch gegenüber. Sie war überzeugt, dass der Zugang zum Verständnis des Avesta ein etymologischer sei und über das Veda zu erfolgen hätte. Mit der Zeit wurden sich die beiden Richtungen bewusst, dass beide Methoden ihre Berechtigung hätten. Im Besonderen wusste man die Pahlavi-Kommentare mit der Zeit besser einzuschätzen. Diese Einschätzung, die Gert Klingenschmitt publiziert hat, hat sich bis heute nicht sehr verändert: Die Kommentare sind wichtig für ein Verständnis des Vendidâd und einiger zusätzlichen Fragmente. Sie haben aber keinen Wert für den Yasna und die Texte des Visparad. Aus der zweiten Hälfte des 19. Jahrhunderts stammen die Übersetzung von James Darmesteter und die kritische Edition von Karl Friedrich Geldner, die auf der Analyse von über 120 Manuskripten beruht. Weitere wichtige Beiträge aus dieser Zeit sind die grammatikalischen Beschreibungen des Avesta und das Altiranische Wörterbuch 1904 von Christian Bartholomae. „Die Arbeiten dieser Generation bilden bis heute die großen philologischen Monumente des Avesta“.
Mit der Hypothese von Friedrich Carl Andreas, dass die Manuskripte des Avesta unbeholfene Transkriptionen eines Arsakidischen Archetyps seien, wurde 1902 eine neue Periode in der Avesta-Forschung eingeleitet. Friedrich Carl Andreas leitete aus den – seiner Meinung nach – Verfälschungen der Texte ab, dass der einzige philologische Ansatz für das Avesta darin bestehe, sich die Weise vorzustellen, wie der Arsakidische Archetyp geschrieben worden sei. So erlange man die Authentizität der Formen im Avesta zurück. Diese Hypothese dominierte mehr als 40 Jahre die Forschung. Während dieser Zeit sind nur zwei wichtige Publikationen für das Avesta erschienen, eine von Émile Benveniste, die andere von Jacques Duchesne-Guillemin.
Mit zwei etymologischen Blickwinkeln wurden wieder Fortschritte in der Avesta-Forschung gemacht. Die eine Sicht betrachtete das Avesta aus vedischer und indoeuropäischer Perspektive. Die Ergebnisse waren wichtig, um die Morphologie der Sprache zu erklären; sie unterstützten das Verständnis der altavestischen Texte. Die zweite Sicht ging von mittelpersischen Dialekten aus und steuerte phonetische und semantische Aspekte bei. Es sind die Publikationen von Helmut Humbach und Ilya Gershevitch, die für die beiden Perspektiven maßgebend sind.
In den letzten Jahrzehnten rückten die Arbeiten von Karl Hoffmann in das Zentrum einer neuen philologischen Annäherung an das Avesta. Er zeichnete überzeugend die Geschichte des Kanons auf und etablierte eine Methodologie, die festlegt, dass das Avesta nicht auf Autoren zurückgeht, sondern auf einen sassanidischen Archetyp. Es sei die Aufgabe des Philologen, exakt festzulegen, was von der sassanidischen Priesterschaft im 4. Jahrhundert n. Chr. gesammelt und in einem Kanon niedergeschrieben worden sei. Dafür müssten philologische mit linguistischen Methoden verknüpft werden. Wenn die beiden übereinstimmen, dann gelte der untersuchte Gegenstand als Teil des Archetyps.
Anfang des 21. Jahrhunderts wurden mit neuen Ansätzen, die auf der Klasse der sogenannten liturgischen Manuskripte basieren, festgestellt, dass die beiden Liturgien, aus denen das Avesta besteht, nicht unabhängig voneinander sind, sondern in verschiedenen Varianten kombiniert werden können, die spezifischen Riten entsprechen. Die Erforschung der verschiedenen Textkonfigurationen und der Rituale ist eine Aufgabe, der sich die Wissenschaftler derzeit widmen. Ein wichtiges Werkzeug für die Forschung ist das Projekt Avestan Digital Archive der Freien Universität Berlin, bei dem die erhaltenen Manuskripte digitalisiert und online gestellt werden. Gegenüber der Referenzausgabe von Karl Friedrich Geldner werden die dort nicht enthaltenen ergänzenden Anweisungen für die Rituale sichtbar gemacht.
Christian Bartholomae interpretierte das Avesta noch als Verspredigten. Helmut Humbach fasste es als Hymnen auf, die bei Opfern für Ahura Mazda gesungen wurden. In der neueren Forschung wird das Avesta als Sprechgesang betrachtet. Es stellt die iranische Variante des indoiranischen Opfers dar, und seine Texte folgen dem Ablauf einer Zeremonie. Im Mittelpunkt stehen das Auspressen der Haoma-Pflanze und die Opferung von Tieren, wie bei jedem indoiranischen Opfer.

## Etymologie
Eine eindeutige Etymologie und Bedeutung des mittelpersischen Begriffs hat sich bis heute nicht etabliert. Die Hypothese von Christian Bartholomae aus dem Jahr 1905 scheint immer noch die überzeugendste zu sein: Man solle abestǎg lesen und dieses Wort sei wiederum vom altpersischen upastǎvaka- (Lobgesang) abzuleiten. Der Begriff taucht regelmäßig in den mittelpersischen Kommentaren auf, aber was er beinhaltet, wird nie genau erklärt.

## Konventionen
Das heutige Verständnis des Avesta beruht auf den Editionen von Niels Ludvig Westergaard und Karl Friedrich Geldner aus dem 19. Jahrhundert n. Chr. Sie haben eine Konvention des Avesta als Schriftenkomplex reproduziert, das durch seine Einheit und seine linguistischen Besonderheiten charakterisiert ist. Es basiert auf der Voraussetzung, dass Texte, die nicht in avestischer Sprache geschrieben sind, nicht zur „heiligen Schrift“ gehören. Die Konvention besteht aus zwei Sammlungen. Die erste Sammlung kann als das Rezitativ der langen Liturgie bestehend aus dem Yasna, dem Visparad und dem Vendidâd definiert werden. Die zweite sammelt kurze Liturgien, die im Khordeh Avesta und den Yaschts enthalten sind. Von den existierenden Manuskripten enthält keines das gesamte Avesta.
Die exegetischen Manuskripte werden Pahlavi-Texte genannt, weil sie auch eine mittelpersische Übersetzung und Kommentare der avestischen Texte wiedergeben. Die liturgischen Manuskripte werden reine Texte (sǎda, französisch sadés, englisch pure) genannt, weil sie ausschließlich den avestischen Text enthalten und mit zusätzlichen rituellen Hinweisen in mittelpersischer Sprache versehen sind. Die Pahlavi-Texte sind sehr oft an ein bestimmtes Buch gebunden, wohingegen die reinen Texte dazu neigen, eine gesamte Zeremonie zu reproduzieren.
Der Begriff Zend (oder Zand) taucht in den mittelpersischen Kommentaren auf, die die Priester wegen der verlorengegangenen Kenntnisse der alten Sprache des Avesta erstellt hatten. In den Kommentaren wird regelmäßig von abestāg ud zand (das Avesta und seine Interpretation) gesprochen. Die europäische Forschung verwendete zu Beginn den Begriff Zendavesta für das Avesta und die avestische Sprache. Heute ist der Begriff nicht mehr gebräuchlich.

## Mündliche Überlieferungen
Die mündlichen Überlieferungen des Avesta werden sprach- und religionsgeschichtlich in einen kurzen altavestischen Teil und das längere Jungavesta unterteilt. Zum altavestischen Teil werden die Gathas, der Yasna Haptanhaiti, einige altavestische Fragmente und drei Sakralformeln gezählt. Die sprachgeschichtliche Zweiteilung des Avesta geht auf Friedrich Spiegel und Martin Haug zurück. Die beiden Teile beziehen sich auf das angenommene relative Alter der avestischen Überlieferungen und unterscheiden sich durch linguistische Merkmale. Man schätzt, dass zwischen den beiden Teilen eine Zeitspanne von zwei bis fünf Jahrhunderten liegt. Auf der Basis der vergleichenden Sprachwissenschaft werden die altavestischen Überlieferungen den nordöstlichen iranischen Gruppen des Sprachgebiets zugeordnet. Sie bedienen sich einer unbekannten Sprache und ihr Inhalt ist schwierig zu verstehen.
Altavesta
Die mündlichen Überlieferungen des Altavesta werden dem legendären Religionsgründer Zarathustra zugesprochen, dessen Leben weitgehend im Dunklen liegt. Es gibt zwei Ansätze für die geschichtliche Datierung des Lebens Zarathustras. Die Frühdatierung setzt es zu Anfang des 1. Jahrtausend v. Chr., die Spätdatierung macht Zarathustra zum Zeitgenossen von Kyros II. und setzt es in das 6. Jahrhundert v. Chr. Das Altavesta wurde jedoch erst ab dem 5. Jahrhundert n. Chr. zum ersten Mal schriftlich aufgezeichnet und älteste erhaltene Textfragmente in avestischer Sprache werden auf 1288 n. Chr. und 1323 n. Chr. datiert.
Jungavesta
Die mündlichen Überlieferungen des Jungavesta sind vermutlich weder an einem Ort noch zu einer Zeit entstanden. Zum Teil können sie nicht datiert werden. Die ältesten Teile des Jungavesta stammen vermutlich aus vorachämenidischer Zeit, irgendwann zwischen dem 9./8. Jahrhundert v. Chr. und dem 6. Jahrhundert v. Chr. Im Gegensatz zum altavestischen Teil, der ein einheitlich durchdachtes Gedankengebäude darstellt, ist das Jungavesta nicht zusammenhängend und schöpft aus verschiedenen Quellen. Es hat zwar gegenüber dem altavestischen Teil an Klarheit gewonnen, aber an Kohärenz verloren. Das Jungavesta ist hauptsächlich in einem östlichen iranischen Dialekt gehalten. Die Sprache und der Inhalt lassen erahnen, dass zur Zeit der schriftlichen Aufzeichnung des Jungavesta ab dem 5. Jahrhundert n. Chr. die Sprache des Altavesta nur noch schlecht verstanden wurde.

## Schriftliche Aufzeichnung
Die schriftliche Aufzeichnung erfolgte im Sassanidenreich etwa ab dem 5. Jahrhundert n. Chr. in einer eigenen Schrift. Die Vermutungen reichen vom 4. über das 6. bis zum 7. Jahrhundert n. Chr. Man ist sich aber einig, dass die Entwicklung der avestischen Schrift zur Zeit der Sassaniden stattgefunden hat. Die Datierung dieses von Karl Hoffmann bezeichneten „sǎsǎnidischen Archetyps“ ist gleichzeitig das Datum der bisher in mündlichen Überlieferungen schriftlichen Fixierung des Avesta. Die Schrift basiert auf der Pahlavi-Buchschrift, die ihrerseits auf der aramäischen Schrift beruht. Um die Rezitation der bisher mündlichen Überlieferung möglichst genau wiedergeben zu können, enthält die avestische Schrift 53 Buchstaben mit 16 Vokalen.
Es ist nur ein Teil der ursprünglichen Texte erhalten geblieben. Sie stammen von den parsischen Gemeinden aus dem Iran und Indien. Erhaltene handschriftliche Quellen sind erst ab dem 13. Jahrhundert n. Chr. vorhanden. Die älteste Handschrift eines avestischen Texts wird heute in der Dänischen Königlichen Bibliothek aufbewahrt und stammt vermutlich aus dem Jahre 1288 n. Chr. Eine weitere bekannte Handschrift ist das kurze „Ashem-Vohu-Manuskript“. Es wurde 1907 durch Aurel Stein in Dunhuang erworben und wird in der British Library aufbewahrt. Das Gebet stammt aus dem 9. Jahrhundert n. Chr. und enthält den fragmentarischen mitteliranischen, sogdischen Text Ashem Vohu („Das Recht ist das beste Gut“). Weitere Manuskripte befinden sich in verschiedensten Bibliotheken in Asien und Europa.
Zwischen den frühesten erhaltenen schriftlichen Quellen und den vermuteten Lebensjahren von Zarathustra liegen ungefähr 2000 Jahre. Die schmale Basis der Handschriftenüberlieferung stellt die Forschung vor enorme Probleme, da zum Beispiel die Gathas redaktionell gezielt verändert wurden und in wesentlich korrupterer Form vorliegen als die älteren vedischen Texte.

## Geschichte
Bei der Geschichte des Avesta muss man zwischen seiner Mythologie, die in mehreren Pahlavi-Texten überliefert ist, und den Erkenntnissen der modernen Sprach- und Geschichtswissenschaften unterscheiden.

### Die Sicht der religiösen Tradition
Verschiedene Pahlevi-Texte erzählen, dass 21 Bücher des Avesta, die von Ahura Mazda erschaffen worden waren, von Zarathustra zum König Vistaspa gebracht wurden. Dieser, oder nach anderen Quellen Dǎrǎ Dǎrǎyǎn, ließ zwei Kopien anfertigen. Bei den Eroberungszügen von Alexander dem Großen wurde das Avesta zerstört oder von den Griechen, die Teile davon in ihre eigene Sprache übersetzten, zerstreut. Der erste Versuch, das Avesta wiederherzustellen, geschah unter den Arsakiden. Unter den Sassaniden wurde die Wiederherstellung in vier Schritten weitergeführt. Im frühen 3. Jahrhundert n. Chr. erfolgte im Auftrag des ersten Sassaniden Ardaschir I. unter der Leitung des Hohepriesters Tansar eine erneute Zusammenstellung und Redaktion und eine weitere unter Schapur I. und dem Mobedan-Mobed Kartir. Ein Teil des heutigen Textes, hierbei insbesondere das Khordeh Avesta, wird dem Mobedan-Mobed Azarpad Mehrespandan (einem Priester) zugeschrieben. Eine Revision wurde unter Chosrau I. vorgenommen.
Das Buch Ardaviraf-Namak, ein mittelpersisches Werk aus dem 3./4. Jahrhundert n. Chr., berichtet über eine Niederschrift des Avesta, die in achämenidischen Archiven aufbewahrt und durch „Alexander den Römer“ verbrannt wurde. Gemäß dem Denkard, einem späteren mittelpersischen Werk aus dem 8./9. Jahrhundert, veranlasste der iranische Großkönig Valakhs, der meist mit dem parthischen Herrscher Vologaeses I. identifiziert wird, dann die erneute Sammlung und Zusammenstellung der Texte des Avesta.

### Stand in den modernen Wissenschaften
Die avestischen Texte können nicht genau datiert werden und ebenfalls existieren keine geographischen Hinweise über die Herkunft der Sprache. Man weiß aber, dass die Texte, die den Kanon formieren, nicht zur gleichen Zeit entstanden sind. In den letzten Jahren hat sich ein Konsens eingestellt, der die Gathas auf ungefähr 1000 v. Chr. datiert. Die Zusammenstellung von einigen Texten des neueren Avesta fällt mehr oder weniger in die Zeit der persischen Monumente. Während der Herrschaft der Achämeniden wurden sie nach heutigen Erkenntnissen nicht niedergeschrieben. Mit der Einführung der altpersischen Schrift wäre es möglich gewesen, eine Niederschrift des Avesta vorzunehmen, aber es gibt keine Hinweise, dass die Achämeniden dies taten. Die Überlieferung, dass bei der griechischen Eroberung avestische Texte zerstört oder zerstreut wurden, gilt als überholt. Eine Niederschrift durch die Arsakiden wird nicht als unmöglich, aber für die Forschung als unwichtig angesehen, da es keine sprachwissenschaftlichen Auswirkungen auf die überlieferten Handschriften gezeigt habe.
Das Avesta wurde über Jahrhunderte in mündlicher Form übertragen. Die mündliche Überlieferung folgte der religiösen indoiranischen Tradition mit dem Vorrang einer präzisen und sorgfältigen mündlichen Textüberlieferung. Das machte das Auswendiglernen der heiligen Texte zu einem wesentlichen Element des Kultes. „Es ist klar, dass die Schreiber der Pahlavi-Bücher unsere Unkenntnis über die Vorgeschichte des Avesta teilten. Wir können jedoch zugeben, dass diese die Erinnerung (wenn auch in legendärer Form) an einen wirklichen Bruch in der religiösen Tradition oder an ihre Aufspaltung in Sekten, die sich als Folge des Fehlens einer vereinigenden politischen Macht nach der griechischen Eroberung gebildet hatten, bewahrt haben.“
Ohne Zweifel stammt das schriftliche Avesta von einer Übereinkunft, die in der Zeit der Sassaniden, wahrscheinlich während der Herrschaft von Sapur II., zusammengestellt und niedergeschrieben wurde. Die Niederschrift weist auf eine religiöse Wiederbelebung und die Etablierung einer strengen Orthodoxie hin, die eng mit der politischen Macht verbunden war. Sie könnte eine Reaktion auf die Konkurrenz anderer Religionen wie dem Buddhismus, das Christentum und dem Manichäismus gewesen sein.
Es gibt wenige Anhaltspunkte über das Avesta zwischen dem Untergang des Sassanidenreichs und den erhaltenen Handschriften. Die muslimische Eroberung und die Zerstreuung der religiösen Gemeinschaften hatten zu einer Schwäche der Traditionen und einem Niedergang der Vortragsweise geführt, die wiederum der schriftlichen Übertragung des Avesta Schaden zugefügt haben. So lassen sich alle erhaltenen Manuskripte auf ein gemeinsames „Basis-Manuskript“ zurückführen. Karl Hoffmann hat dieses auf das 9./10. Jahrhundert n. Chr. datiert. Das „Basis-Manuskript“ kann zweifelsfrei für den Yasna, die Yaschts und den Vendidâd nachgewiesen werden.
Da das Avestische schon im Sassanidenreich und somit vor der islamischen Eroberung Persiens weitgehend unverständlich gewesen sein muss, bildete sich die Zend-Literatur zur Kommentierung und Übersetzung der avestischen Texte in die mittelpersische Sprache. Diese einst reichhaltige Literatur ist heute zu einem großen Teil nicht mehr erhalten. Während die mittelpersische Schrift zur lautlichen Wiedergabe sehr uneindeutig war, wurde wahrscheinlich in dieser Epoche, d. h. zwischen dem dritten und dem siebten Jahrhundert n. Chr., zur eindeutigen Wiedergabe der bereits toten Sprache des Avesta die avestische Schrift entwickelt, die bis heute verwendet wird.
Es gibt einige wissenschaftliche Literatur über die Figur des Vistaspa, der im Avesta und in den Pahlavi-Texten aufgeführt ist. Der Name wird bereits in den Gathas aufgeführt. Dort ist er ein Mitglied der Familie oder dem Klan der Spitǎma und gehört zum engsten Kreis der Gatha-Gruppe. In den Gathas fehlen Hinweise auf politische Funktionen des Vistaspa, so dass angenommen wird, dass er eine religiöse Figur gewesen sei. Erst in den jüngeren avestischen Texten entwickeln sich Zarathustra und Vistaspa zu einem Religionsstifter und seinem königlichen Gönner.

## Bücher des Avesta
Die Editoren des 19. Jahrhunderts n. Chr., die die Referenzwerke für das Avesta schafften, stützten ihre Ausgaben auf die Struktur der exegetischen Manuskripte, weil sie davon ausgingen, dass die liturgischen Manuskripte von ihnen kopiert worden waren. Diese Sichtweise führte zum Eindruck, dass das Avesta aus Büchern besteht. Da seither keine neueren Editionen veröffentlicht wurden, ist diese Sicht auf das Avesta bis heute verbreitet.
Die Titel, die den verschiedenen Büchern des Avesta gegeben wurden, sind nicht originaler Herkunft. Es sind überwiegend mittelpersische Begriffe (wie zum Beispiel Visparad und Vendidâd) oder sogar persische Begriffe (Khordeh Avesta). Sie finden sich in den Manuskripten ohne Systematik. Der Begriff Yasna ist avestisch, doch wird er weder in einem avestischen Manuskript noch in einem mittelpersischen Buch erwähnt. Er stammt als etymologische Wiederherstellung von Eugène Burnouf.
Basierend auf den Editionen des 19. Jahrhunderts n. Chr. unterscheidet sich das vorhandene Avesta stark vom sassanidischen, welches aus 21 Büchern, die in drei Abschnitte (den gathischen Gāhānīg, den Rituale enthaltenden Hāda-mānsarīg und den Rechtssachen behandelnden Dādīg) geteilt waren, bestand. Das Denkard, von dem diese Information stammt, ist wahrscheinlich keine verlässliche Information, da die Aufstellung auf den mittelpersischen Übersetzungen des Avesta beruht, die ihm zur Verfügung standen, und es Texte aus späterer Zeit integriert hat. Ausgehend von den Pahlavi-Kommentaren vermutet man, dass etwa ein Viertel des sassanidische Archetyps des Avesta überliefert ist.

### Der Yasna
Der Yasna („Anbetung“, „Opfer“) zerfällt in 72 Kapitel (hâds). Es ist der wichtigste Teil des Avesta und enthält die Gathas („Gesänge“) in Versen (Yasna 28–34. 43–46, 47–50, 51 und 53) und den Yasna Haptanhaiti in Prosa (Yasna 35–41). Einer der bekanntesten Gesänge aus dem ältesten Teil des Avesta ist die Klage der Kuh.
Die frühesten Kapitel des Yasna und die späteren sind erst von Geistlichen erstellt worden, die den Gläubigen zunächst auf das Gebet einstimmen und schließlich zu den wahren Gesängen des Propheten führen. Die Gathas oder Gesänge stellen das Fundament für die spätere Dogmatik und Moral in den restlichen, später erstellten Teilen des Avesta.
Die ältesten Handschriften des Yasna sǎda (reiner Yasna) sind über 400 Jahre alt. Nach den Bezeichnungen von Karl Friedrich Geldner sind das C1 (C nach dem Herkunftsort Cambridge) und H1 (H nach dem Herkunftsort Hoshangji Jamaspji, Dastur in Poona). Die beiden Manuskripte weisen kein Datum auf. Sie werden von der Wissenschaft vor 1700 n. Chr. datiert.

### Der Visparad
Der Visparad (von avestischen vîspe ratauuvo „Gebet an“) enthält 24 Abschnitte (Kardas). Es enthält Gebete ähnlicher Natur wie jene im jüngeren Teil des Yasnas und ergänzt es.

### Das Khordeh Avesta
Das Khordeh Avesta (auch Xorda Avesta, „Kleines Avesta“) wird oft als kurze Liturgie im Gegensatz zur langen Liturgie bezeichnet. Es enthält Gebete, die die Gläubigen rezitieren. Der Name ist in der Pahlavi-Literatur nicht erwähnt und die Angabe seines Alters ist schwierig. Es gibt fünf einleitende Kapitel, die aus dem Yasna stammen, fünf Niyâyišns („Lobpreisungen“), vier Afringâns („Segnungen“), fünf Gâhs („Tägliche Momente“), die an die genii gerichtet sind, die dem „Morgen“, dem „Mittag“, dem „Nachmittag“ und der „Nacht“ vorstehen.
Die älteste überlieferte Handschrift des Khordeh Avesta ist die von Karl Friedrich Geldner bezeichnete Handschrift Jm4 (Jm nach dem Herkunftsort Jamshedji Mǎnekji Unwalla, Mobed). Auf der Handschrift ist das Datum 1352 n. Chr. angegeben. Eine wissenschaftliche Überprüfung konnte das Alter der Handschrift bestätigen.

### Der Sǐrǒza
Der Sǐrǒza, die 30 Tage, zählt die Gottheiten auf, die für die 30 Tage eines Monats stehen. Er existiert in zwei Ausführungen: der kleine und der große Sǐrǒza. Der kleine Sǐrǒza zählt die Namen der Gottheiten und ihre Epitheta auf, während der große Sǐrǒza noch den Zusatz „wir opfern“ hat.

### Die Yaschts
Die Yaschts sind Hymnen, die an die wichtigsten Gottheiten gerichtet sind. Es gibt 21 Yaschts, von denen einige Informationen über die Wurzeln des Mazdaismus und seine Doktrin der Zeit seiner frühen Entwicklung enthalten. Sie scheinen alle in Prosa geschrieben zu sein, aber sie dürften ursprünglich aus achtsilbigen Versen bestanden haben. Yascht 5 mit 132 Versen enthält die Hymne an Anahita, Yascht 8 mit 62 Versen die Hymne an Tištriia, den Stern, Yascht 9 mit 33 Versen die Hymne an Druuǎspǎ, die Gottheit, die die Gesundheit der Pferde sicherstellt, und Yascht 10 mit 145 Versen ist an Mithra gerichtet. Weitere Hymnen zählen noch andere Gottheiten auf.
Die indischen Manuskripte des Yašt sǎda (reine Yaschts) überliefern 21 Yaschts. Die Manuskripte repräsentieren mit großer Wahrscheinlichkeit das sassanidische Buch Bagǎn Yašt des Avesta (siehe Liste der Bücher im Denkard). Alle erhaltenen Manuskripte sind Kopien von F1 (nach dem Herkunftsort Framji Fardunji Madan). Es wurde von Ǎsdǐn am 21. Januar 1591 n. Chr. in der indischen Stadt Navsari erstellt. Es ist das älteste überlieferte Manuskript, das alle 21 Yaschts enthält.

### Der Vendidâd
Der Vendidâd oder Vidêvdâd (auch Videvdad geschrieben; avestisch: vî-daêvô-dâta, „gegen die Dēvs gegeben“ bzw. „das widerdämonische Gesetz“ oder „Gesetz gegen die Dēvs“; von Dēv: „Dämon“) enthält in seinen 22 „Fargards“ Fragmente sehr verschiedenartigen Inhalts, die nur bezüglich der überall durchgehenden Einkleidung in Dialoge zwischen Ormuzd – z. T. auch Ormudz geschrieben – oder Ahura Mazda und seinem Propheten Zoroaster miteinander übereinstimmen. Der erste Fargard enthält die zoroastrische Schöpfungssage, der zweite die Sage von Yima und dem goldenen Zeitalter, die folgenden größtenteils Vorschriften über Bußen und Sühnen, durch die man die Folgen der verschiedenen Sünden oder Verunreinigungen, die man auf sich geladen hat, abwehren könne.
Der Begriff Dēv (Pahlavi-Sprache, avestisch: Daêva, neupersisch: Div) bezeichnete ursprünglich alte iranische Gottheiten, die auch in der indischen Götterwelt eine, wenn auch in der Bewertung sehr unterschiedliche Entsprechung fanden. Bereits in den ältesten Abschnitten der Gathas finden „Dêvs“ als „falsche Götter“ Erwähnung. Im Verlauf der weiteren iranischen Geschichte ist eine weitere Sinnverschiebung hin zu mit übermenschlichen Kräften ausgestatteten Personifizierungen des Bösen festzustellen, die meist als „Dämonen“ wiedergegeben werden.
Die ältesten erhaltenen Manuskripte des Vendidâd stammen aus der Tradition Pahlavi Vendidâd und wurden in den Jahren 1323–1324 n. Chr. kopiert. Nach der Bezeichnung von Karl Friedrich Geldner handelt es sich um K1 (nach dem Standort Universitätsbibliothek Kopenhagen) und L4 (nach dem Standort London).
Die Manuskripte aus der Tradition Vendidâd Sǎda sind jünger. Es handelt sich um die Manuskripte L2 (nach dem Standort London), M2 (nach dem Standort Königliche Hof- und Staatsbibliothek München) und MF 2 (nach dem Standort Mulla Firuz Bibliothek in Bombay). L2 wurde 1759 n. Chr. kopiert und befindet sich heute in der British Library. M2 wurde 1657 n. Chr. kopiert und Mf 2 ist ein iranischer Vendidâd Sǎda aus dem Jahr 1618 n. Chr.
Der Vendidâd Sǎda, der im Jahr 1723 nach Europa gebracht wurde und die Aufmerksamkeit europäischer Wissenschaftler auf sich zog, ist das Manuskript O2 (nach dem Standort Bodleian Library in Oxford). Es stammt aus dem Jahr 1681 n. Chr.

### Die Fragmente
Zusätzlich zu den Texten sind mehr als 20 Gruppen von Fragmenten überliefert.

## Liturgien und Zeremonien
Der Vorreiter des liturgischen Ansatzes war James Darmesteter am Ende des 19. Jahrhunderts n. Chr. Er veröffentlichte eine vollständige Übersetzung des Avesta in drei Bänden. Wie die anderen Editoren seiner Zeit betrachtete er das Avesta als Überbleibsel einer größeren Literatur. Seiner Meinung nach blieben jedoch die liturgischen Texte erhalten, die unabhängig voneinander kopiert wurden. Indem er eine Übersetzung mit den rituellen Hinweisen in Gujarati und mittelpersischer Sprache für den Yasna lieferte, stellte er den Text in seinen liturgischen Kontext und war damit ein Vorreiter und eine Ausnahme, denn er war der erste und der letzte, der diese Hinweise berücksichtigte.
Die lange und die kurze Liturgie wurden als Begriffe 1998 von Jean Kellens eingeführt. Er wies nach, dass das Avesta nicht aus den schlecht zusammengefügten Fragmenten einer verlorenen Literatur bestand, sondern die Gegenüberstellung zweier vollständiger und unabhängiger liturgischer Rezitative aus dem sassanidischen Buch war. Seit 2000 n. Chr. werden die überlieferten Manuskripte auf die rituellen Anweisungen untersucht, die in den Referenzeditionen aus dem 19. Jahrhundert n. Chr. nicht aufgenommen wurden. Es zeichnete sich ab, dass die beiden Liturgien, aus denen das Avesta besteht, nicht unabhängig voneinander sind, sondern in verschiedenen Varianten kombiniert werden können, die spezifischen Ritualen entsprechen.
Die liturgischen Manuskripte reproduzieren fünf belegte Zeremonien für die lange Liturgie, die alle den Yasna gemeinsam haben. Jede von ihnen schließt das Auspressen von Haoma und, ursprünglich, ein fleischliches Feueropfer ein. Die fünf Zeremonien sind Yasna, Yasna ī Rapihwin, Visparad, Vendidâd und Vištāsp Yašt. Die Zeremonie Yasna ist die wichtigste Zeremonie, da sie die Grundlage für die anderen zur langen Liturgie gehörenden Zeremonien bildet.
Im November 2017 wurde eine Yasna-Zeremonie im Rahmen des Projekts Multimedia Yasna unter der Leitung von Almut Hintze in Indien gefilmt. Das Projekt wurde von der Europäischen Union finanziert.

## Übersetzungen

### Vollständige Textausgaben
- Niels Ludvig Westergaard: Zendavesta or the religious books of the Zoroastrians. Band 1: The Zend texts (Kopenhagen 1852–1854; Nachdruck 1993)
- James Darmesteter: Le Zend-Avesta. 3 Bände. Paris 1892–1893. (archive.org: englische Ausgabe 1898)
- Karl Friedrich Geldner: Avesta. Die heiligen Bücher der Parsen. 3 Bände, Stuttgart 1886–1895. (archive.org)
- Fritz Wolff: Avesta. Die heiligen Bücher der Parsen. Übersetzt auf der Grundlage von Christian Bartholomaes Altiranischem Wörterbuch. K. J. Trübner, Straßburg 1910 (verschiedene Neuauflagen). (doi:10.1515/9783111517407)

### Teilausgaben
- Fr. A. Cannizzaro: Il Vendidad. Messina 1916; Neuausgabe Mailand 1990.

### Altavestische Texte
- Helmut Humbach: The Gâthâs of Zarathustra and the Other Old Avestan Texts. 2 Bände. Heidelberg 1991.
- Jean Kellens, Éric Pirart: Les textes vieil-avestiques. 3 Bände. Wiesbaden 1988, 1990 und 1991, ISBN 978-3-88226-428-9, ISBN 978-3-88226-463-0 und ISBN 978-3-88226-516-3.

### Pahlavi Texte
- Ulrich Hannemann (Hrsg.): Zarathustra. Fünf Texte des Zend-Avesta: Bun-Dehesch, Vendidad, Izeschne, Vispered, Si-Ruze. Anthea Verlag, Berlin 2022, ISBN 978-3-89998-389-0.

### Historische Übersetzungen
- Ulrich Hannemann (Hrsg.): Das Zend-Avesta. Weißensee-Verlag, Berlin 2011, ISBN 978-3-89998-199-5. (Neuauflage der Ausgabe von 1776 von Johann Friedrich Hartknoch, Herausgeber und Übersetzer der französischen Originalausgabe von Abraham Hyacinthe Anquetil du Perron)